# 氯甲酸苄酯
氯甲酸苄酯，化學式{\displaystyle {\ce {C8H7ClO2}}}，是一種有機化合物。它是一種氯甲酸酯。氯甲酸苄酯是透明油狀液體，有刺激性氣味，而且遇水分解，遇熱分解成光氣等有毒氣體。在有機合成上，它被用於引入苄氧羰基（Cbz），即是一種保護胺基的保護基。同時，它可用作有機合成中間體。

## 製備
氯甲酸苄酯可以由苄醇與光氣反應而成。反應式如下：
PhCH2OH + COCl2  →  PhCH2OC(O)Cl  +  HCl
反應需要用到過量的光氣來盡量減少生成碳酸酯(PhCH2O)2C=O。

## 保護基
在有機合成中，氯甲酸苄酯常被用於引入苄氧羰基。苄氧羰基是一個胺基的保護基，簡稱Cbz或Z。於1930年代初，化學家Leonidas Zervas製備了氯甲酸苄酯，並用它來引入苄氧羰基保護基。反應式如下：
後來他與另一科學家Max Bergmann以此作基礎，開發了一種新的方法來合成肽。在1950年代之前，這是多肽合成最常用的步驟。
除了多肽合成，氯甲酸苄酯亦常用於保護一般的胺基，使氮的鹼性與親核性減弱。

### 上保護基
以下是常用的方法：
- 於0 °C環境，胺與氯甲酸苄酯和鹼（如碳酸鈉）於水中作用。[5]
- 胺與氯甲酸苄酯和氧化鎂於乙酸乙酯中反應。[6]

- 胺與氯甲酸苄酯、N,N-二異丙基乙基胺、乙腈和三氟甲磺酸鈧作用。[7]

### 脫保護基
以下是常用的方法：
- 氫解。以鈀化合物作爲催化劑[8][4]，常用的催化劑如鈀碳催化劑[9]。

- 以溴化氫的乙酸溶液處理。[10]

受保護的胺經過以上方法處理，首先生成氨基甲酸，再經過脫羧，生成原來的胺。